# José Clemente Weber
José Clemente Weber (* 24. September 1937 in Venâncio Aires) ist ein brasilianischer Geistlicher und emeritierter römisch-katholischer Bischof von Santo Ângelo. 

## Leben
José Clemente Weber empfing am 22. Dezember 1962  die Priesterweihe.
Papst Johannes Paul II. ernannte ihn am 23. März 1994 zum Weihbischof in Porto Alegre und Titularbischof von Gummi in Byzacena. Der Erzbischof von Porto Alegre, Altamiro Rossato CSsR, spendete ihm am 5. Juni desselben Jahres die Bischofsweihe; Mitkonsekratoren waren die Weihbischöfe in Porto Alegre, Thadeu Gomes Canellas und Antônio do Carmo Cheuiche OCD. Als Wahlspruch wählte er ALIAS OVES HABEO.
Am 15. Juni 2004 wurde er zum Bischof von Santo Ângelo ernannt. Am 24. April 2013 nahm Papst Franziskus seinen altersbedingten Rücktritt an.